# Sheila Cussons
Sheila Cussons, née le 9 août 1922 à Piketberg (province du Cap, Afrique du Sud) et morte le 25 novembre 2004 au Cap, est une peintre, poétesse et traductrice sud-africaine de langue afrikaans.

## Notice biographique
Sheila Cussons naît en 1922 dans la mission protestante de Goedverwacht des Frères Moraves, près de Piketberg.
Après avoir effectué ses études secondaires à Pretoria, elle étudie les beaux-arts à l’université du Natal à Pietermaritzburg. Elle publie ses premiers poèmes à l’âge de 20 ans dans les revues Die Huisgenoot, Die Brandwag et Standpunte. En 1946, sept de ses poèmes sont repris dans une anthologie. Le poète D.J. Opperman l’encourage à ses débuts.
En 1948, elle quitte l’Afrique du Sud pour les Pays-Bas avec son premier mari et vit quelques années à Amsterdam, où elle étudie les arts graphiques. Elle part ensuite pour Londres où elle exerce le métier de journaliste avant de rentrer au pays pendant deux ans. Convertie au catholicisme, elle est baptisée en 1957. En 1960, elle épouse en deuxièmes noces Joan Saladrigas, un industriel catalan, avec qui elle a deux fils, Jordi et Jaume. Elle s’installe à Barcelone où elle vivra 22 ans. Victime en 1974 d’un accident domestique, elle est gravement brûlée par l'explosion d'un poêle et doit subir plusieurs opérations (greffes de peau) et amputations. Elle est hospitalisée pendant deux ans. En 1982, elle rentre définitivement en Afrique du Sud. Elle meurt le 25 novembre 2004 au Cap au monastère catholique de Nazareth House, où elle s’était retirée.

## Œuvre

### Poésie
Sheila Cussons est l’auteure de dix recueils de poèmes en afrikaans. Elle commence à écrire très jeune, dès la fin des années 1930. Son premier manuscrit, intitulé Dekade (1943-1953), ne sera jamais publié, en dépit du soutien du poète N.P. van Wyk Louw, qui la compare à Emily Dickinson. Bien que des poèmes d'elle aient été publiés par D.J. Opperman dans des anthologies en 1946, puis en 1953, ce n'est qu'en 1970, à l'approche de la cinquantaine, que paraît son premier recueil, Plektrum, qui lui vaut une reconnaissance immédiate et trois des plus grands prix littéraires sud-africains, le prix Ingrid-Jonker, le prix Eugène-Marais et le prix W.A. Hofmeyr. En 1983, le prix Eugène-Marais lui est à nouveau décerné pour l’ensemble de son œuvre. Après sa mort, en 2006, ses œuvres complètes sont éditées par Amanda Botha sous le titre Versamelde Gedigte.
En Afrique du Sud, les poèmes de Sheila Cussons et ses traductions sont publiés aux éditions Tafelberg, au Cap.
- Plektrum (1970)
- Die swart kombuis (1978)
- Verf en vlam (1978)
- Die skitterende wond (1979)
- Die sagte sprong (1979)
- Die somerjood (1980)
- Die woedende brood (1981)
- Omtoorvuur (1982) ("Die transformerende vuur")
- Verwikkelde lyn (1983)
- Membraan (1984)
- Poems: a selection (1985) (choix de poèmes traduits en anglais par l'auteure)
- Die heilige modder (1988)
- Die knetterende woord (1990)

Anthologies
Une  dizaine de poèmes de Sheila Cussons sont repris dans l’anthologie de la poésie afrikaans publiée par Gerrit Komrij aux Pays-Bas en 1999.
Deux anthologies établies par Amanda Botha sont parues en Afrique du Sud :
- 'n Engel deur my kop (1997) (poèmes religieux)
- Die asem wat ekstase is (2000) (poèmes non religieux)

### Prose
- Gestaltes 1947 (1982)

### Peinture
Sheila Cussons se considérait elle-même d’abord comme peintre et ensuite comme poétesse.

### Sheila Cussons traductrice
En 1985, Sheila Cussons a traduit de l'espagnol et publié en afrikaans un choix de nouvelles de Jorge Luis Borges, extraites notamment de Fictions, qu'elle a intitulé Die vorm van die swaard en ander verhale (La forme de l’épée et autres nouvelles).
La même année, elle publie en anglais Poems, un choix de ses poèmes qu'elle traduit elle-même de l'afrikaans.

## Traductions
en anglais
- (en) un premier poème de Sheila Cussons, intitulé 1945, a été publié en traduction anglaise dans l'anthologie de Jack Cope et Uys Krige intitulée The Penguin Book of South African Verse, et cinq autres dans The Lava of this Land, une anthologie de la poésie sud-africaine composée par Denis Hirson et publiée aux États-Unis en 1997[3].
- Plus récemment, le poète sud-africain Johann Lodewyk Marais a entrepris de nouvelles traductions, parues notamment dans le Penguin book of Southern African verse (1989), dans The New Century of South African Poetry (2002) et sur son blog Kaapse Paragrawe[4].

en néerlandais
- (af + nl) Sheila Cussons, De schitterende wond (poèmes choisis et traduits de l'afrikaans par Gerrit Komrij), Amsterdam : Uitgeverij 521, 2006  (ISBN 90-499-7032-X) (édition bilingue afrikaans-néerlandais)

## Prix et distinctions
- Prix Ingrid-Jonker 1970
- Prix Eugène-Marais 1971
- Prix Hofmeyr 1972, 1982 et 1991
- Prix CNA 1981
- Prix Louis-Luyt 1982
- Prix Hertzog 1983
- Docteur honoris causa de l'université du Natal (Afrique du Sud)
- Docteur honoris causa de l'université du Nord-Ouest à Potchefstroom (Afrique du Sud)